# José Edmílson Gomes de Moraes
José Edmílson Gomes de Moraes, més conegut com a Edmílson (nascut a Taquaritinga el 10 de juliol del 1976) és un exfutbolista brasiler que jugava com a migcampista.
Destacà com a futbolista a São Paulo FC, Olympique de Lió i FC Barcelona. També jugà al Vila-real CF i Reial Saragossa.
Fou 40 cops internacional amb el Brasil i disputà la Copa del Món de 2002.

## Palmarès
São Paulo
- Campionat paulista: 1998, 2000
- Copa Master de CONMEBOL: 1996

Lyon
- Ligue 1: 2001–02, 2002–03, 2003–04
- Coupe de la Ligue: 2000–01
- Trophée des Champions: 2003

Barcelona
- La Liga: 2004–05, 2005–06
- Supercopa d'Espanya de futbol: 2005
- Lliga de Campions de la UEFA: 2005–06

Brasil
- Copa del Món de Futbol: 2002